# 清水貴之
清水 貴之（しみず たかゆき、1974年6月29日 - ）は、日本の政治家、元アナウンサー。元参議院議員（2期）。日本維新の会広報局長、兵庫維新の会代表を歴任。ニックネームは「シミタカ」。

## 来歴
福岡県筑紫野市生まれで、千葉県松戸市で育つ。芝浦工業大学柏高等学校、早稲田大学教育学部卒業。
1999年、朝日放送（現：朝日放送テレビ）に入社した。入社同期に加藤明子がいる。朝日放送では、朝日放送テレビの早朝番組『おはようコールABC』でメインキャスターを務める。また、朝日放送ラジオの『上沼恵美子のこころ晴天』では、2010年3月に火曜日の放送が終了するまで、3年半にわたりメインパーソナリティである上沼恵美子のパートナーを務めた。朝日放送に勤務する傍ら、関西学院大学大学院商学研究科の博士前期課程に入学し、2004年に修了した。
2010年、朝日放送を退社。退社後、「おはようコールABC」で共演していた井上公造が代表を務める「KOZOクリエイターズ」に所属する。
2011年3月31日から『今日感テレビ』（出生地の福岡県がサービスエリアに当たるRKB毎日放送のローカル報道・情報番組）の「今も現役!生活遺産の旅」コーナー、同年8月2日から『情報満載ライブショー モーニングバード!』（テレビ朝日制作、朝日放送時代の2年先輩・赤江珠緒が司会、関西地方ではABCテレビで放送）のリポーターをそれぞれ務めた。
2012年、第46回衆議院議員総選挙に日本維新の会公認で兵庫4区から立候補したが、自由民主党新人の藤井比早之に敗れ、重複立候補していた比例近畿ブロックでも落選した。
2013年3月、日本維新の会の参議院兵庫県選挙区第1支部長に就任。同年7月の第23回参議院議員通常選挙に兵庫県選挙区（定数2）から日本維新の会公認で立候補し、得票数2位で初当選した。
2014年の日本維新の会分党に際しては、橋下徹大阪市長による新党結成を目指すグループに参加し、分党後の日本維新の会を経て、維新の党結党に参加した。
2015年の維新の党の分党の際も橋下に従い、おおさか維新の会へ移籍し、党広報局長に就任。また、12月に同党の県総支部である兵庫維新の会が結成されると、その代表に就任した。
2016年8月、役員の処分に関する内容による反発を受け、兵庫維新の会代表を辞任。後任を室井邦彦とした。
2019年、党広報局長を退任（後任は浦野靖人）。
同年7月、第25回参議院議員通常選挙に兵庫県選挙区（定数3に増員）から日本維新の会公認で立候補、得票数1位で再選した。
2023年8月28日、日本維新の会の次期衆院選公認候補として、兵庫8区に清水を擁立すると発表した。
2024年10月2日、斎藤元彦知事の失職に伴う11月の兵庫県知事選挙に立候補する意向を示し、10日に記者会見で無所属での立候補を正式に表明した。維新は衆議院兵庫8区には清水の代わりに県議の徳安淳子の擁立を決めた（同月の衆院選で徳安は比例復活当選）。同月14日付で維新を離党し、31日の公示日に参議院議員を自動失職。
知事選で維新は清水を公認も推薦もせず、党議拘束をかけない形で自由民主党神戸市議団とともに支援する形をとったが、11月17日の投開票の結果、斎藤が約111万票を獲得し再選。維新支持層は5割強が斎藤に投票し、清水は得票数約26万票、得票率で1割強にとどまる惨敗となった。兵庫維新の会代表の片山大介参院議員は18日、「維新カラーを薄める戦略を取ったことが結果的に維新層が離れる要因になった。衝撃的な負け方だった」と述べた。
知事選後は2025年7月実施の第27回参議院議員通常選挙に兵庫県選挙区から立候補する意向を示していたが、2025年4月に立候補を断念する事を日本維新の会本部に伝えた事が報道された。出馬辞退の経緯については心身の不調によりドクターストップがかかっている事を兵庫維新の会代表の金子道仁が明かしている。

## 政策
- 憲法9条を改正して自衛隊の役割や限界を明記すべき[17]。
- 集団的自衛権の行使を認めるべき[17]。
- 日本の核武装について、将来にわたって検討すべきでない[17]。
- 原発は当面必要だが将来的に廃止すべき[17]。
- 治安維持のためプライバシーや個人の権利の制約は当然と思うかとの設問に対し「どちらかと言えば賛成」と回答[18]。
- 2014年7月にアントニオ猪木・松浪健太らと北朝鮮を訪れスポーツ交流を行い、朝鮮労働党幹部と会談した[19]。2019年3月5日の参議院予算委員会では清水は北朝鮮に課している制裁について、「拉致問題解決のため日本が率先して制裁解除すべき」と主張した[20]。

## 所属団体・議員連盟
- 国際基準のタバコ対策を推進する議員連盟[21]
- 日本会議国会議員懇談会[22]（副幹事長）
- みんなで靖国神社に参拝する国会議員の会[22]
- パチンコ・チェーンストア協会政治分野アドバイザー[23]

## 政治資金
- 清水が代表を務める政治団体「清水貴之後援会」が、2020年に所属する「日本維新の会国会議員団」から受けた100万円の寄付を政治資金収支報告書に記載していなかった。清水の事務所は「事務的なミスで記載が漏れた。対策を強化したい」と述べた[24]。清水は2021年12月に収支報告書を訂正。その後、2017年の収支報告書についても議員団からの200万円の寄付が記載されていないとして神戸学院大学の上脇博之教授が告発を行ったため、2022年4月に2017年分の収支報告書を訂正した[25][26]。告発を受け神戸地方検察庁が捜査を行ったが、2023年3月10日付で嫌疑不十分で不起訴処分とした[27]。

## 出演番組

### 朝日放送（現：朝日放送テレビ）在籍時
- おはようコールABC（朝日放送テレビ、2001年4月 - 2010年3月） - メインキャスター
- 人気者でいこう!（朝日放送テレビ）
- 上沼恵美子のこころ晴天（朝日放送ラジオ、2006年10月 - 2010年3月） - 火曜日担当
- トミーズのトントン!（朝日放送ラジオ、2005年4月 - 2006年9月）

### フリー
- 今日感テレビ（RKB毎日放送、2011年3月31日 - 2012年11月19日） - リポーター
- 情報満載ライブショー モーニングバード!（テレビ朝日、2011年8月2日 - 2012年11月19日） - リポーター

## 選挙歴
| 当落 | 選挙                     | 執行日         | 年齢 | 選挙区       | 政党           | 得票数     | 得票率  | 定数 | 得票順位 /候補者数 | 政党内比例順位 /政党当選者数 |
| ---- | ------------------------ | -------------- | ---- | ------------ | -------------- | ---------- | ------- | ---- | ------------------ | ---------------------------- |
| 落   | 第46回衆議院議員総選挙   | 2012年12月16日 | 38   | 兵庫県第4区  | 旧日本維新の会 | 7万8565票  | 32.48%  | 1    | 2/4                | 12/10                        |
| 当   | 第23回参議院議員通常選挙 | 2013年07月21日 | 39   | 兵庫県選挙区 | 旧日本維新の会 | 59万8630票 | 26.05%  | 2    | 2/7                | /                            |
| 当   | 第25回参議院議員通常選挙 | 2019年07月21日 | 45   | 兵庫県選挙区 | 日本維新の会   | 57万3427票 | 26.08%  | 3    | 1/6                | /                            |
| 落   | 2024年兵庫県知事選挙     | 2024年11月17日 | 50   | ーー         | 無所属         | 25万8388票 | 10.49％ | 1    | 3/7                | /                            |